# Operace Crusader
Operace Crusader byla vojenská operace 2. světové války, která vyprostila z obklíčení obležený Tobrúk. Účastnily se jí i československé jednotky.

## Průběh
Dne 18. listopadu 1941 zahájila 8. armáda pod velením Generála Alana Cunninghama Operaci "Crusader", jejímž cílem bylo prolomení blokády Tobruku. Zatímco pěchota na severu vázala bránícího se nepřítele, britské obrněné jednotky zaútočily na jihu. Podařilo se jim Afrikakorps zaskočit, dokonce obsadili Rommelovo velitelství na letišti Gambut a pronikly až na vzdálenost 19 km před Tobruk. Následovalo několik zmatených bitev u Bir el Gubi a Sídí Rezegh. Rommel si uvědomil zranitelnost svých zásobovacích komunikací a 8. prosince ustoupil. Po krátké bitvě u Gazaly se vojska osy stáhla.